# 第92回都市対抗野球大会予選
第92回都市対抗野球大会予選は、第92回都市対抗野球大会に出場するチームを決定する予選の結果である。コールド、延長のイニングは記載しない。

## 北海道地区

### 北海道1次予選
- 1回戦

札幌ブルーインズ　不戦勝　伊達聖ヶ丘病院
WEEDしらおい　不戦勝　旭川グレートベアーズ
札幌ホーネッツ　9-4　札幌倶楽部
小樽野球協会　4-2　北海ブルーウェーブ
函館太洋倶楽部　8-1　ブレーブくしろ
オール苫小牧　2-1　帯広倶楽部
- 2回戦

小樽野球協会　2-1　札幌ホーネッツ
ウイン北広島　8-2　札幌ブルーインズ
WEEDしらおい　15-3　函館太洋倶楽部
TRANSYS　7-0　オール苫小牧
- 3回戦

JR北海道硬式野球クラブ　9-1　ウイン北広島
航空自衛隊千歳　11-0　小樽野球協会
北海道ガス　16-0　TRANSYS
日本製鉄室蘭シャークス　11-1　WEEDしらおい
- 2次予選進出決定戦（第1代表、第2代表）

日本製鉄室蘭シャークス　3-2　JR北海道硬式野球クラブ
北海道ガス　1-0　航空自衛隊千歳
- 2次予選進出決定戦（第3代表）

航空自衛隊千歳　6-2　JR北海道硬式野球クラブ
- 敗者復活1回戦

WEEDしらおい　5-2　ウイン北広島
小樽野球協会　4-1　TRANSYS
- 敗者復活2回戦

小樽野球協会　3-2　WEEDしらおい
- 2次予選進出決定戦（第4代表）

JR北海道硬式野球クラブ　7-0　小樽野球協会
日本製鉄室蘭シャークス、北海道ガス、航空自衛隊千歳、JR北海道硬式野球クラブが北海道地区2次予選へ進出

### 北海道2次予選
日本製鉄室蘭シャークス　4-2　航空自衛隊千歳
北海道ガス　4-1　JR北海道硬式野球クラブ
北海道ガス　8-5　航空自衛隊千歳
JR北海道硬式野球クラブ　10-7　日本製鉄室蘭シャークス
航空自衛隊千歳　5-3　JR北海道硬式野球クラブ
北海道ガス　9-8　日本製鉄室蘭シャークス
北海道ガスが本大会へ進出

## 東北地区

### 岩手地区1次予選
- 1回戦

久慈クラブ　8-1　オール不来方
住田硬式野球クラブ　13-10　北上REDS
- 2回戦

一戸桜陵クラブ　5-4　MKSI BASEBALL CLUB
高田クラブ　不戦勝　福高クラブ
一関ベースボールクラブ　9-5　宮古俱楽部
盛岡球友倶楽部　9-0　遠野クラブ
花巻硬友倶楽部　16-5　雫石クラブ
盛友クラブ　15-3　前沢野球俱楽部
久慈クラブ　2-1　矢巾硬式クラブ
釜石野球団　14-6　住田硬式野球クラブ
- 3回戦

久慈クラブ　7-0　一関ベースボールクラブ
一戸桜陵クラブ　8-3　花巻硬友倶楽部
高田クラブ　3-1　盛岡球友俱楽部
釜石野球団　8-3　盛友クラブ
- 準々決勝

トヨタ自動車東日本　9-0　久慈クラブ
オール江刺　9-0　釜石野球団
水沢駒形野球俱楽部　6-0　一戸桜陵クラブ
JR盛岡　20-0　高田クラブ
- 準決勝

トヨタ自動車東日本　5-1　水沢駒形野球俱楽部
JR盛岡　7-5　オール江刺
- 決勝戦

トヨタ自動車東日本　2-1　JR盛岡
- 第3代表決定戦

水沢駒形野球俱楽部　10-1　オール江刺
トヨタ自動車東日本、JR盛岡、水沢駒形野球俱楽部が東北地区2次予選へ進出

### 秋田地区1次予選
- 1回戦

秋田GLANZ　8-1　互大設備ダイアモンドクラブ
秋田王冠クラブ　3-1　秋田ベースボールクラブ
- 2回戦

ゴールデンリバース　7-6　由利本荘ベースボールクラブ
能代松陵クラブ　12-3　大曲ベースボールクラブ
JR秋田　11-4　秋田GLANZ
TDK　15-0　秋田王冠クラブ
- 準決勝

ゴールデンリバース　6-3　JR秋田
TDK　7-0　能代松陵クラブ
- 決勝戦

TDK　10-0　ゴールデンリバース
TDK、ゴールデンリバースが東北地区2次予選へ進出

### 宮城地区1次予選
- 1回戦

TFUクラブ　14-4　白山クラブ
大崎トリプルクラウン　2-1　石巻日和俱楽部
- 2回戦

七十七銀行　10-0　HOKUTOベースボールクラブ
東北マークス　不戦勝　大崎トリプルクラウン
JR東日本東北　16-0　青葉クラブ
日本製紙石巻　4-2　TFUクラブ
- 準決勝

JR東日本東北　10-1　東北マークス
日本製紙石巻　6-2　七十七銀行
- 第3・4代表決定戦

七十七銀行　7-0　東北マークス
- 決勝戦

JR東日本東北　3-0　日本製紙石巻
JR東日本東北、日本製紙石巻、七十七銀行、東北マークスが東北地区2次予選へ進出

### 山形地区1次予選
- リーグ戦

きらやか銀行　7-0　鶴岡野球クラブ
きらやか銀行　5-3　新庄球友クラブ
鶴岡野球クラブ　中止　新庄球友クラブ
きらやか銀行が東北地区2次予選へ進出

### 福島地区1次予選
- 1回戦

郡山ベースボールクラブ　14-1　保原クラブ
泉崎ノイジーズ　8-4　川俣クラブ
郡山イーストジャパンクラブ　3-2　全白河野球クラブ
北斗野球クラブ　9-8　ＡＬＬ北嶺
福島硬友クラブ　8-1　いわき菊田クラブ
- 2回戦

オールいわきクラブ　6-1　郡山ベースボールクラブ
郡山イーストジャパンクラブ　10-3　泉崎ノイジーズ
北斗野球クラブ　12-10　須賀川クラブ
小峰クラブ　2-1　福島硬友クラブ
- 準決勝

オールいわきクラブ　4-0　郡山イーストジャパンクラブ
小峰クラブ　9-0　北斗野球クラブ
- 決勝戦

オールいわきクラブ　5-3　小峰クラブ
オールいわきクラブ、小峰クラブが東北地区2次予選へ進出

### 東北地区2次予選
- 第1代表1回戦

日本製紙石巻　2-1　水沢駒形野球俱楽部
七十七銀行　16-0　オールいわきクラブ
小峰クラブ　不戦勝　ゴールデンリバース
東北マークス　4-2　JR盛岡
- 第1代表2回戦

TDK　4-1　日本製紙石巻
七十七銀行　6-5　トヨタ自動車東日本
JR東日本東北　12-0　小峰クラブ
きらやか銀行　8-0　東北マークス
- 第1代表準決勝

TDK　6-4　七十七銀行
JR東日本東北　1-0　きらやか銀行
- 第1代表決定戦

JR東日本東北　7-1　TDK
- 第2代表1回戦

水沢駒形野球俱楽部　17-1　小峰クラブ
東北マークス　16-4　オールいわきクラブ
日本製紙石巻　不戦勝　ゴールデンリバース
トヨタ自動車東日本　5-0　JR盛岡
- 第2代表2回戦

水沢駒形野球俱楽部　4-2　東北マークス
日本製紙石巻　2-1　トヨタ自動車東日本
- 第2代表3回戦

水沢駒形野球俱楽部　2-1　七十七銀行
きらやか銀行　3-2　日本製紙石巻
- 第2代表4回戦

きらやか銀行　8-3　水沢駒形野球俱楽部
- 第2代表決定戦

TDK　1-0　きらやか銀行
JR東日本東北、TDKが本大会へ進出

## 北信越地区

### 長野地区1次予選
- 1回戦

佐久コスモスターズ硬式野球クラブ　7-2　長野好球倶楽部
千曲川硬式野球クラブ　26-0　上田硬式野球俱楽部
- 2回戦

FedEx　12-2　佐久コスモスターズ硬式野球クラブ
信越硬式野球クラブ　8-0　千曲川硬式野球クラブ
- 第一代表決定戦

信越硬式野球クラブ　4-0　FedEx
- 敗者復活戦

千曲川硬式野球クラブ　7-2　佐久コスモスターズ硬式野球クラブ
- 第二代表決定戦

千曲川硬式野球クラブ　9-1　FedEx
信越硬式野球クラブ、千曲川硬式野球クラブが北信越地区2次予選へ進出

### 新潟地区1次予選
- リーグ戦

JR新潟　4-1　新潟コンマーシャル俱楽部
バイタルネット　11-1　JR新潟
バイタルネット　10-3　新潟コンマーシャル俱楽部
バイタルネット、JR新潟が北信越地区2次予選へ進出

### 富山・石川・福井地区1次予選
- 1回戦

IMF BANDITS 富山　8-1　福井ミリオンドリームズ
伏木海陸運送　10-3　富山ベースボールクラブ
- 2回戦

IMF BANDITS 富山　3-1　Hard Ball Club 金沢
ロキテクノ富山　3-1　伏木海陸運送
- 第一・第二代表決定戦

ロキテクノ富山　3-2　IMF BANDITS 富山
- 第三代表決定戦

伏木海陸運送　12-2　福井ミリオンドリームズ
- 第四代表決定戦

富山ベースボールクラブ　4-0　Hard Ball Club 金沢
ロキテクノ富山、IMF BANDITS 富山、伏木海陸運送、富山ベースボールクラブが北信越地区2次予選へ進出

### 北信越地区2次予選
- 1回戦

ロキテクノ富山　3-2　千曲川硬式野球クラブ
バイタルネット　4-3　IMF BANDITS 富山
伏木海陸運送　5-0　富山ベースボールクラブ
信越硬式野球クラブ　11-1　JR新潟
- 準決勝戦

バイタルネット　4-1　ロキテクノ富山
伏木海陸運送　10-0　信越硬式野球クラブ
- 代表決定戦

伏木海陸運送　3-0　バイタルネット
伏木海陸運送が本大会へ進出

## 北関東地区

### 茨城地区1次予選
- 1回戦

全鹿嶋野球倶楽部　3-2　鹿島レインボーズ
Tsukuba Club　6-5　全水戸野球クラブ
茨城ゴールデンゴールズ　5-1　オール日立ドリームズ
大宮クラブ　12-6　全神栖硬式野球クラブ
- 2回戦

全鹿嶋野球倶楽部　不戦勝　茨城トヨペット
日本ウェルネススポーツ大学　7-6　Tsukuba Club
茨城ゴールデンゴールズ　2-0　JR水戸
茨城日産　8-1　大宮クラブ
- 代表決定戦

日本ウェルネススポーツ大学　2-1　全鹿嶋野球倶楽部
茨城日産　4-1　茨城ゴールデンゴールズ
- 代表決定1回戦

日立製作所　10-0　茨城日産
日本製鉄鹿島　8-0　日本ウェルネススポーツ大学
- 第1・第2代表決定戦

日立製作所　3-1　日本製鉄鹿島
- 第3・第4代表決定戦

茨城日産　5-3　日本ウェルネススポーツ大学
日立製作所、日本製鉄鹿島、茨城日産、日本ウェルネススポーツ大学が北関東地区2次予選へ進出

### 栃木地区1次予選
- 1回戦

宇都宮大学OB野球クラブ　21-9　TSK宇都宮
- 2回戦

コットンウェイ硬式野球倶楽部　7-1　全栃木野球クラブ
エイジェック　26-0　全那北硬式野球クラブ
宇都宮大学OB野球クラブ　5-2　鹿沼39
全足利クラブ　16-1　TSK宇都宮
- 3回戦

全足利クラブ　5-1　宇都宮大学OB野球クラブ
エイジェック　19-0　コットンウェイ硬式野球倶楽部
- 決勝戦

エイジェック　2-1　全足利クラブ
エイジェック、全足利クラブが北関東地区2次予選へ進出

### 群馬地区1次予選
- 1回戦

太田暁工業硬式野球クラブ　6-2　太田球友硬式野球倶楽部
オール高崎野球倶楽部　VS　伊勢崎硬建クラブ
- 準決勝

太田暁工業硬式野球クラブ　9-3　オール高崎野球倶楽部
- 決勝戦

SUBARU　9-3　太田暁工業硬式野球クラブ
SUBARU、太田暁工業硬式野球クラブが北関東地区2次予選へ進出

### 北関東地区2次予選
- 第1代表1回戦

日立製作所　10-0　太田暁工業硬式野球クラブ
エイジェック　3-1　茨城日産
日本製鉄鹿島　13-3　全足利クラブ
SUBARU　9-2　日本ウェルネススポーツ大学
- 第1代表準決勝

日立製作所　4-2　エイジェック
SUBARU　4-1　日本製鉄鹿島
- 第1代表決定戦

日立製作所　9-3　SUBARU
- 第2代表1回戦

茨城日産　11-2　太田暁工業硬式野球クラブ
全足利クラブ　3-0　日本ウェルネススポーツ大学
- 第2代表2回戦

日本製鉄鹿島　9-5　茨城日産
エイジェック　13-3　全足利クラブ
- 第2代表3回戦

エイジェック　4-2　日本製鉄鹿島
- 第2代表決定戦

エイジェック　2-1　SUBARU
日立製作所、エイジェックが本大会へ進出

## 南関東地区

### 埼玉地区1次予選
- クラブ予選1回戦

レジェンズ　9-2　全熊谷硬式野球クラブ
川口ゴールデンドリームス　5-2　全三郷硬式野球部
都幾川倶楽部硬式野球団　9-1　新波
新座ダイアモンドドッグス　8-4　全浦和野球団
- クラブ予選2回戦

全大宮野球団　8-1　レジェンズ
所沢グリーンベースボールクラブ　7-4　川口ゴールデンドリームス
WARRIORS41　6-5　都幾川倶楽部硬式野球団
一球幸魂倶楽部　13-8　新座ダイアモンドドッグス
- クラブ予選準決勝

全大宮野球団　5-3　WARRIORS41
所沢グリーンベースボールクラブ　15-5　一球幸魂倶楽部
- クラブ予選決勝戦

所沢グリーンベースボールクラブ　11-4　全大宮野球団
- 企業チームリーグ戦

オールフロンティア　4-0　深谷組
テイ・エステック　3-2　SUNホールディングス
テイ・エステック　13-2　深谷組
オールフロンティア　不戦勝　SUNホールディングス
オールフロンティア　6-5　テイ・エステック
深谷組　不戦勝　SUNホールディングス
- 1回戦

深谷組　4-3　SUNホールディングス
テイ・エステック　1-0　所沢グリーンベースボールクラブ
- 準決勝

日本通運　10-2　深谷組
テイ・エステック　3-1　オールフロンティア
- 第3代表決定戦

オールフロンティア　7-0　深谷組
- 第1代表決定戦

日本通運　4-2　テイ・エステック
日本通運、テイ・エステック、オールフロンティアが南関東地区2次予選へ進出

### 千葉地区1次予選
- クラブ1回戦

ハナマウイ　8-4　ジェイエフエフシステムズ千葉
千葉熱血MAKING　15-7　サウザンリーフ市原
ヌーベルベースボールクラブ　8-2　Oceans
YBC柏　9-3　BIGWINGS印西
- クラブ2回戦

ハナマウイ　8-1　千葉熱血MAKING
YBC柏　8-0　ヌーベルベースボールクラブ
- クラブ3位決定戦

千葉熱血MAKING　9-7　ヌーベルベースボールクラブ
- クラブ1位決定戦

ハナマウイ　3-0　YBC柏
- 1回戦

ハナマウイ　9-2　千葉熱血MAKING
YBC柏　5-1　JR千葉
- 2回戦

ハナマウイ　10-4　JFE東日本
日本製鉄かずさマジック　11-2　YBC柏
- 決勝戦

日本製鉄かずさマジック　3-0　ハナマウイ
- 敗者復活1回戦

YBC柏　8-1　千葉熱血MAKING
JFE東日本　13-2　JR千葉
- 敗者復活代表決定戦

JFE東日本　9-0　YBC柏
日本製鉄かずさマジック、ハナマウイ、JFE東日本が南関東地区2次予選へ進出

### 南関東地区2次予選
- 第1代表1回戦

JFE東日本　13-2　テイ・エステック
オールフロンティア　4-3　ハナマウイ
- 第1代表2回戦

JFE東日本　7-3　日本製鉄かずさマジック
日本通運　9-0　オールフロンティア
- 第1代表決定戦

日本通運　9-0　JFE東日本
- 第2代表1回戦

テイ・エステック　7-3　オールフロンティア
日本製鉄かずさマジック　9-2　ハナマウイ
- 第2代表2回戦

日本製鉄かずさマジック　18-0　テイ・エステック
- 第2代表決定戦

日本製鉄かずさマジック　9-2　JFE東日本
- 第3代表決定戦

JFE東日本　4-2　テイ・エステック
日本通運、日本製鉄かずさマジック、JFE東日本が本大会へ進出

## 東京地区

### 東京地区1次予選
- 1回戦

JPアセット証券　23-0　東京弥生クラブ
全府中野球倶楽部　13-2　武蔵野クラブ
東京好球倶楽部　6-4　TOKYO METS
THINKフィットネス・GOLD'S GYMベースボールクラブ　20-0　全調布硬式野球倶楽部
REVENGE99　9-4　ホグレル
西多摩俱楽部　不戦勝　WIEN'Z
エスプライド鉄腕硬式野球部　9-5　東京LBC
日本ウェルネススポーツ大学東京　6-3　警視庁野球部
- 2回戦

JPアセット証券　14-0　全府中野球俱楽部
THINKフィットネス・GOLD'S GYMベースボールクラブ　4-3　東京好球俱楽部
REVENGE99　10-3　西多摩俱楽部
エスプライド鉄腕硬式野球部　7-0　日本ウェルネススポーツ大学東京
- 代表決定戦

JPアセット証券　8-3　THINKフィットネス・GOLD'S GYMベースボールクラブ
エスプライド鉄腕硬式野球部　5-3　REVENGE99
JPアセット証券、エスプライド鉄腕硬式野球部が東京地区2次予選へ進出

### 東京地区2次予選
- 第1代表1回戦

NTT東日本　7-0　エスプライド鉄腕硬式野球部
明治安田生命　10-3　セガサミー
東京ガス　3-0　JR東日本
鷺宮製作所　4-1　JPアセット証券
- 第1代表準決勝

NTT東日本　6-4　明治安田生命
東京ガス　8-4　鷺宮製作所
- 第1代表決定戦

東京ガス　10-3　NTT東日本
- 第2代表1回戦

セガサミー　2-0　エスプライド鉄腕硬式野球部
JR東日本　7-1　JPアセット証券
- 第2代表2回戦

セガサミー　5-1　鷺宮製作所
JR東日本　5-4　明治安田生命
- 第2代表3回戦

JR東日本　4-1　セガサミー
- 第2代表決定戦

NTT東日本　3-2　JR東日本
- 第3代表決定戦

セガサミー　4-3　JR東日本
- 第4代表1回戦

明治安田生命　1-0　鷺宮製作所
- 第4代表決定戦

JR東日本　5-4　明治安田生命
東京ガス、NTT東日本、セガサミー、JR東日本が本大会へ進出

## 西関東地区

### 神奈川地区1次予選
- 1回戦

相模原クラブ　8-6　京浜野球倶楽部
茅ヶ崎サザンカイツ　2-1　湘南ひらつかマルユウベースボールクラブ
横浜球友クラブ　4-2　WIEN BASEBALL CLUB
横浜ベイブルース　9-1　国際総合伊勢原クラブ
- 準々決勝

横浜金港クラブ　6-3　相模原クラブ
ジェイファム　2-0　茅ヶ崎サザンカイツ
横浜中央クラブ　4-3　横浜球友クラブ
全川崎クラブ　7-4　横浜ベイブルース
- 準決勝

ジェイファム　4-3　横浜金港クラブ
横浜中央クラブ　6-4　全川崎クラブ
- 決勝戦

横浜中央クラブ　8-1　ジェイファム
横浜中央クラブ、ジェイファム、横浜金港クラブ、全川崎クラブが西関東地区2次予選へ進出

### 山梨地区1次予選
- 1回戦

Arts International Club　8-1　北杜クラブ
山梨球友クラブ　6-5　TSUKUMO BASEBALL CLUB
甲斐府中クラブ　不戦勝　南アルプス硬式野球倶楽部
GOOD・JOB硬式野球部　14-0　桂倶楽部
- 準決勝

GOOD・JOB硬式野球部　9-2　甲斐府中グラブ
山梨球友クラブ　11-4　Arts International Club
- 決勝戦

山梨球友クラブ　8-6　GOOD・JOB硬式野球部
山梨球友クラブ、GOOD・JOB硬式野球部が西関東地区2次予選へ進出

### 西関東地区2次予選
- ブロック代表決定戦

横浜金港クラブ　不戦勝　山梨球友クラブ
横浜中央クラブ　不戦勝　全川崎クラブ
ジェイファム　12-3　GOOD・JOB硬式野球部
ENEOS　9-0　横浜金港クラブ
東芝　11-0　横浜中央クラブ
三菱重工East　2-1　ジェイファム
- 代表決定リーグ戦

ENEOS　5-1　東芝
三菱重工East　4-1　ENEOS
東芝　3-2　三菱重工East
- 代表決定トーナメント戦
- 第1代表1回戦

東芝　1-0　ENEOS
- 第1代表決定戦

三菱重工East　3-2　東芝
- 第2代表決定戦

ENEOS　5-2　東芝
三菱重工East、ENEOSが本大会へ進出

## 東海地区

### 静岡地区1次予選
- 1回戦

浜松ケイ・スポーツBC　11-1　ヤマハ発動機野球部
山岸ロジスターズ　10-0　富士クラブ
- 準決勝

焼津マリーンズ　6-4　浜松ケイ・スポーツBC
山岸ロジスターズ　7-0　静岡硬式野球倶楽部
- 代表決定戦

焼津マリーンズ　8-3　山岸ロジスターズ
焼津マリーンズが東海地区2次予選へ進出

### 愛知地区1次予選
- 1回戦

矢場とんブースターズ　18-2　スポーツ総合学園SEED
愛知ベースボール倶楽部　5-2　CENTRAL ARCH
ジェイグループ　9-2　TJクラブ
- 2回戦

矢場とんブースターズ　5-2　BLITZ
ジェイグループ　10-2　愛知ベースボール倶楽部
- 代表決定戦

矢場とんブースターズ　2-0　ジェイグループ
矢場とんブースターズが東海地区2次予選へ進出

### 岐阜・三重地区1次予選
- リーグ戦

岐阜硬式野球倶楽部　15-0　奥伊勢クラブ
三重高虎B.C　8-1　奥伊勢クラブ
三重高虎B.C　3-2　岐阜硬式野球倶楽部
三重高虎B.Cが東海地区2次予選へ進出

### 東海地区2次予選
- 第1代表1回戦

東海理化　8-0　三重高虎B.C
ジェイプロジェクト　2-1　王子
トヨタ自動車　3-2　JR東海
西濃運輸　7-1　矢場とんブースターズ
ヤマハ　15-0　スクールパートナー
東邦ガス　11-1　焼津マリーンズ
Honda鈴鹿　4-0　日本製鉄東海REX
- 第1代表2回戦

三菱自動車岡崎　5-0　東海理化
ジェイプロジェクト　1-0　トヨタ自動車
ヤマハ　5-2　西濃運輸
東邦ガス　2-0　Honda鈴鹿
- 第1代表準決勝

ジェイプロジェクト　5-2　三菱自動車岡崎
ヤマハ　6-1　東邦ガス
- 第1代表決定戦

ヤマハ　8-3　ジェイプロジェクト
- 第2代表1回戦

東邦ガス　4-0　三菱自動車岡崎
- 第2代表決定戦

東邦ガス　10-4　ジェイプロジェクト
- 第3代表1回戦

王子　15-0　三重高虎B.C
JR東海　7-3　矢場とんブースターズ
スクールパートナー　8-2　焼津マリーンズ
- 第3代表2回戦

日本製鉄東海REX　5-3　王子
JR東海　4-2　東海理化
トヨタ自動車　11-1　スクールパートナー
西濃運輸　6-4　Honda鈴鹿
- 第3代表準決勝

JR東海　3-2　日本製鉄東海REX
トヨタ自動車　3-2　西濃運輸
- 第3代表決定戦

トヨタ自動車　8-1　JR東海
- 第4代表1回戦

西濃運輸　4-3　日本製鉄東海REX
- 第4代表2回戦

西濃運輸　3-2　三菱自動車岡崎
- 第4代表決定戦

西濃運輸　5-4　ジェイプロジェクト
- 第5代表決定戦

JR東海　2-0　ジェイプロジェクト
- 第6代表1回戦

王子　5-0　東海理化
Honda鈴鹿　4-1　スクールパートナー
- 第6代表2回戦

王子　3-0　Honda鈴鹿
- 第6代表3回戦

日本製鉄東海REX　5-1　王子
- 第6代表4回戦

日本製鉄東海REX　8-1　三菱自動車岡崎
- 第6代表決定戦

日本製鉄東海REX　7-3　ジェイプロジェクト
ヤマハ、東邦ガス、トヨタ自動車、西濃運輸、JR東海、日本製鉄東海REXが本大会へ進出

## 近畿地区

### 滋賀地区1次予選
- 1回戦

湖南ベースボールクラブ　8-3　瀬田クラブ
- 準決勝

OBC高島　5-2　全大津野球団
ルネス紅葉スポーツ柔整専門学校　6-1　湖南ベースボールクラブ
- 決勝戦

OBC高島　7-4　ルネス紅葉スポーツ柔整専門学校
OBC高島が京都・滋賀・奈良地区予選へ進出

### 京都地区1次予選
- 1回戦

京都ジャスティス　7-6　鴨沂クラブ
京都フルカウンツ　不戦勝　東山クラブ
山城ベースボールクラブ　9-2　B-BACKS
- 2回戦

三菱自動車京都ダイヤフェニックス　7-3　京都ジャスティス
宇治ベースボールクラブ　5-1　京都フルカウンツ
DBグラッズ　不戦勝　島津製作所
山城ベースボールクラブ　8-3　京都城陽ファイアーバーズ
- 準決勝

三菱自動車京都ダイヤフェニックス　7-6　宇治ベースボールクラブ
山城ベースボールクラブ　4-1　DBグラッズ
- 決勝戦

三菱自動車京都ダイヤフェニックス　8-0　山城ベースボールクラブ
三菱自動車京都ダイヤフェニックスが京都・滋賀・奈良地区予選へ進出

### 奈良地区1次予選
- 1回戦

関西HANG硬式野球団　10-3　奈良フレンドベースボールクラブ
- 2回戦

奈良Jメンテナンス野球クラブ　14-2　NineForce
奈良アンビションズクラブ　9-3　一城クラブ
BBCジェッツ　13-1　帝塚山大学OBクラブ
大和高田クラブ　17-0　関西HANG硬式野球団
- 準決勝

大和高田クラブ　15-2　奈良Jメンテナンス野球クラブ
BBCジェッツ　6-1　奈良アンビションズクラブ
- 決勝戦

大和高田クラブ　7-3　BBCジェッツ
大和高田クラブが京都・滋賀・奈良地区予選へ進出

### 京都・滋賀・奈良地区1次予選
- リーグ戦

大和高田クラブ　3-1　三菱自動車京都ダイヤフェニックス
OBC高島　2-0　三菱自動車京都ダイヤフェニックス
大和高田クラブ　1-0　OBC高島
大和高田クラブ、OBC高島が近畿地区2次予選へ進出

### 大阪・和歌山地区1次予選
- 1回戦

八尾ベースボールクラブ　8-6　履正社学園
- 2回戦

履正社ベースボールクラブ　11-1　大阪ウイング硬式野球クラブ
泉州大阪野球団　12-1　関西硬式野球クラブ
大阪ホークスドリーム　8-7　NSBベースボールクラブ
マツゲン箕島硬式野球部　5-1　八尾ベースボールクラブ
- 準決勝

マツゲン箕島硬式野球部　9-1　大阪ホークスドリーム
履正社ベースボールクラブ　7-3　泉州大阪野球団
- 決勝戦

マツゲン箕島硬式野球部　11-3　履正社ベースボールクラブ
マツゲン箕島硬式野球部が近畿地区2次予選へ進出

### 兵庫地区1次予選
- 1回戦

関メディベースボール学院　12-11　神戸レールスターズ
NOMOベースボールクラブ　4-0　神戸ビルダーズ
ジェイエフエフシステムズ　7-6　KC西宮
兵庫県警察硬式野球部県警桃太郎　7-6　全播磨硬式野球団
- 準決勝

NOMOベースボールクラブ　4-2　関メディベースボール学院
兵庫県警察硬式野球部県警桃太郎　5-0　ジェイエフエフシステムズ
- 決勝戦

NOMOベースボールクラブ　5-3　兵庫県警察硬式野球部県警桃太郎
NOMOベースボールクラブが近畿地区2次予選へ進出

### 近畿地区2次予選
- 第1代表1回戦

OBC高島　2-1　日本製鉄広畑
日本生命　3-2　ニチダイ
大阪ガス　5-0　大和高田クラブ
パナソニック　5-0　NOMOベースボールクラブ
ミキハウス　4-0　カナフレックス
三菱重工West　10-0　マツゲン箕島硬式野球部
- 第1代表2回戦

NTT西日本　9-2　OBC高島
大阪ガス　6-2　日本生命
ミキハウス　3-2　パナソニック
三菱重工West　3-2　日本新薬
- 第1代表準決勝

大阪ガス　4-2　NTT西日本
三菱重工West　4-3　ミキハウス
- 第1代表決定戦

大阪ガス　4-1　三菱重工West
- 第2代表1回戦

ミキハウス　4-2　NTT西日本
- 第2代表決定戦

ミキハウス　4-0　三菱重工West
- 第3代表1回戦

日本生命　2-0　OBC高島
パナソニック　2-1　日本新薬
- 第3代表2回戦

パナソニック　2-1　日本生命
- 第3代表決定戦

三菱重工West　1-0　パナソニック
- 第4代表1回戦

日本製鉄広畑　7-0　大和高田クラブ
マツゲン箕島硬式野球部　8-0　NOMOベースボールクラブ
- 第4代表2回戦

日本製鉄広畑　3-1　ニチダイ
カナフレックス　1-0　マツゲン箕島硬式野球部
- 第4代表3回戦

日本製鉄広畑　5-2　日本新薬
OBC高島　6-5　カナフレックス
- 第4代表4回戦

日本製鉄広畑　12-2　OBC高島
- 第4代表5回戦

NTT西日本　3-0　日本製鉄広畑
- 第4代表決定戦

パナソニック　2-1　NTT西日本
- 第5代表1回戦

日本製鉄広畑　5-3　日本生命
- 第5代表決定戦

NTT西日本　3-2　日本製鉄広畑
大阪ガス、ミキハウス、三菱重工West、パナソニック、NTT西日本が本大会へ進出

## 中国地区

### 広島地区1次予選
- 1回戦

福山ローズファイターズ　11-1　広島鯉城クラブ
- 2回戦

JR西日本　21－0　福山ローズファイターズ
伯和ビクトリーズ　17-3　三原ヤッサベースボールクラブ
ツネイシブルーパイレーツ　8-1　広島ベースボールクラブ
JFE西日本　17-0　MSH医療専門学校
- 準決勝戦

JR西日本　17-5　伯和ビクトリーズ
ツネイシブルーパイレーツ　5－4　JFE西日本
- 第1代表決定戦

JR西日本　5-2　ツネイシブルーパイレーツ
- 敗者復活1回戦

広島鯉城クラブ　3-1　三原ヤッサベースボールクラブ
- 敗者復活2回戦

MSH医療専門学校　7-1　広島鯉城クラブ
福山ローズファイターズ　3-1　広島ベースボールクラブ
- 第5代表決定戦

福山ローズファイターズ　7-6　MSH医療専門学校
JR西日本、ツネイシブルーパイレーツ、伯和ビクトリーズ、JFE西日本、福山ローズファイターズが中国地区2次予選へ進出

### 山口地区1次予選
- 1回戦

航空自衛隊防府クラブ　10-0　岩国五橋クラブ
- 2回戦

航空自衛隊防府クラブ　9-8　山口防府ベースボールクラブ
日鉄ステンレス山口シーガルズ　不戦勝　海上自衛隊岩国クラブ
- 決勝戦

航空自衛隊防府クラブ　4-1　日鉄ステンレス山口シーガルズ
航空自衛隊防府クラブが中国地区2次予選へ進出

### 岡山・島根地区1次予選
- 1回戦

倉敷ピーチジャックス　不戦勝　MJG島根
- 2回戦

三菱自動車倉敷オーシャンズ　8-1　倉敷ピーチジャックス
シティライト岡山　15-0　ショウワコーポレーション
- 第一代表決定戦

シティライト岡山　1-0　三菱自動車倉敷オーシャンズ
- 敗者復活1回戦

倉敷ピーチジャックス　不戦勝　MJG島根
ショウワコーポレーション　6-1　倉敷ピーチジャックス
- 第二代表決定戦

三菱自動車倉敷オーシャンズ　7-0　ショウワコーポレーション
シティライト岡山、三菱自動車倉敷オーシャンズが中国地区2次予選へ進出

### 中国地区2次予選
- 第1代表1回戦

シティライト岡山　7-2　三菱自動車倉敷オーシャンズ
伯和ビクトリーズ　11-1　ツネイシブルーパイレーツ
JR西日本　24-0　航空自衛隊防府クラブ
JFE西日本　21-1　福山ローズファイターズ
- 第1代表準決勝戦

伯和ビクトリーズ　2-1　シティライト岡山
JR西日本　1-0　JFE西日本
- 第1代表決定戦

伯和ビクトリーズ　6-2　JR西日本
- 第2代表1回戦

三菱自動車倉敷オーシャンズ　6-1　ツネイシブルーパイレーツ
福山ローズファイターズ　4-2　航空自衛隊防府クラブ
- 第2代表2回戦

三菱自動車倉敷オーシャンズ　5-0　福山ローズファイターズ
シティライト岡山　5-4　JFE西日本
- 第2代表3回戦

三菱自動車倉敷オーシャンズ　1-0　シティライト岡山
- 第2代表決定戦

三菱自動車倉敷オーシャンズ　5-2　JR西日本
伯和ビクトリーズ、三菱自動車倉敷オーシャンズが本大会へ進出

## 四国地区

### 四国地区1次予選
- リーグ戦

松山フェニックス　7-0　徳島野球倶楽部
四国銀行　8-0　JR四国
徳島野球倶楽部　7-1　四国銀行
松山フェニックス　6-5　アークバリア
JR四国　10-2　徳島野球倶楽部
四国銀行　4-3　アークバリア
JR四国　9-6　アークバリア
四国銀行　4-0　松山フェニックス
アークバリア　3-1　徳島野球倶楽部
JR四国　4-2　松山フェニックス
四国銀行、JR四国、松山フェニックス、アークバリアが四国地区2次予選へ進出

### 四国地区2次予選
- 準決勝

四国銀行　7-0　アークバリア
JR四国　7-0　松山フェニックス
- 代表決定戦

四国銀行　3-1　JR四国
四国銀行が本大会へ進出

## 九州地区

### 福岡地区1次予選
- 1回戦

嘉麻市バーニングヒーローズ　2-0　REXパワーズ
- 代表決定戦

苅田ビクトリーズ　3-2　沖データコンピュータ教育学院
西部ガス　20-0　嘉麻市バーニングヒーローズ
JR九州　2-1　九州三菱自動車
- 敗者復活戦

沖データコンピュータ教育学院　2-1　REXパワーズ
九州三菱自動車　10-2　嘉麻市バーニングヒーローズ
苅田ビクトリーズ、西部ガス、JR九州、沖データコンピュータ教育学院、九州三菱自動車が九州地区2次予選へ進出

### 中九州地区1次予選
- 1回戦

大福ロジスティクス　不戦勝　九州総合スポーツカレッジ
佐賀魂　7-0　九州工科自動車専門学校
日本製鉄大分　不戦勝　鮮ど市場
- 第1代表決定戦

ホンダ熊本　13-2　大福ロジスティクス
- 第2代表決定戦

日本製鉄大分　8-1　佐賀魂
- 敗者復活戦

大福ロジスティクス　22-0　九州工科自動車専門学校
- 第3代表決定戦

大福ロジスティクス　9-1　佐賀魂
ホンダ熊本、日本製鉄大分、大福ロジスティクスが九州地区2次予選へ進出

### 南九州地区1次予選
- 1回戦

薩摩ライジング　7-0　宮崎灼熱フェニックス
- 準決勝

鹿児島ドリームウェーブ　3-1　宮崎福祉医療カレッジ
宮崎梅田学園　7-0　薩摩ライジング
- 決勝戦

宮崎梅田学園　5-0　鹿児島ドリームウェーブ
宮崎梅田学園が九州地区2次予選へ進出

### 沖縄地区1次予選
- 1回戦

エナジック　21-0　クリード安仁屋ベースボールクラブ
ビッグ開発ベースボールクラブ　5-4　てるクリニック
- 2回戦

エナジック　1-0　沖縄電力
ビッグ開発ベースボールクラブ　2-0　シンバネットワークアーマンズベースボールクラブ
- 第一代表決定戦

エナジック　3-0　シンバネットワークアーマンズベースボールクラブ
- 第二代表トーナメント1回戦

ビッグ開発ベースボールクラブ　11-0　クリード安仁屋ベースボールクラブ
沖縄電力　不戦勝　てるクリニック
- 第二代表決定トーナメント2回戦

沖縄電力　9-3　ビッグ開発ベースボールクラブ
- 第二代表決定戦

沖縄電力　2-1　シンバネットワークアーマンズベースボールクラブ
- 第三代表決定トーナメント1回戦

クリード安仁屋ベースボールクラブ　不戦勝　てるクリニック
- 第三代表決定トーナメント2回戦

ビッグ開発ベースボールクラブ　12-1　クリード安仁屋ベースボールクラブ
- 第三代表決定戦

ビッグ開発ベースボールクラブ　5-4　シンバネットワークアーマンズベースボールクラブ
エナジック、沖縄電力、ビッグ開発ベースボールクラブが九州地区2次予選へ進出

### 九州地区2次予選
- 第1代表1回戦

沖データコンピュータ教育学院　5-0　苅田ビクトリーズ
ビッグ開発ベースボールクラブ　6-3　宮崎梅田学園
エナジック　3-0　大福ロジスティクス
日本製鉄大分　3-1　九州三菱自動車
- 第1代表2回戦

Honda熊本　10-0　沖データコンピュータ教育学院
沖縄電力　8-1　ビッグ開発ベースボールクラブ
JR九州　6-0　エナジック
西部ガス　5-2　日本製鉄大分
- 第1代表準決勝

Honda熊本　5-0　沖縄電力
西部ガス　7-2　JR九州
- 第1代表決定戦

Honda熊本　14-2　西部ガス
- 第2代表1回戦

苅田ビクトリーズ　4-3　エナジック
日本製鉄大分　7-5　宮崎梅田学園
沖データコンピュータ教育学院　4-3　大福ロジスティクス
九州三菱自動車　4-3　ビッグ開発ベースボールクラブ
- 第2代表2回戦

日本製鉄大分　12-5　苅田ビクトリーズ
九州三菱自動車　6-3　沖データコンピュータ教育学院
- 第2代表3回戦

沖縄電力　5-2　日本製鉄大分
JR九州　8-2　九州三菱自動車
- 第2代表4回戦

JR九州　3-1　沖縄電力
- 第2代表決定戦

西部ガス　1-0　JR九州
Honda熊本、西部ガスが本大会へ進出